# Primera División Uruguaya 1970
Il campionato era formato da undici squadre e il Nacional vinse il titolo.

## Prima fase
| Pos. | Squadra           | G  | V  | N  | P  | GF | GS | Punti |
| ---- | ----------------- | -- | -- | -- | -- | -- | -- | ----- |
| 1    | Nacional          | 20 | 18 | 1  | 1  | 48 | 12 | 37    |
| 2    | Peñarol           | 20 | 12 | 7  | 1  | 37 | 16 | 31    |
| 3    | Huracán Buceo     | 20 | 6  | 11 | 3  | 14 | 9  | 23    |
| 4    | Liverpool         | 20 | 8  | 6  | 6  | 20 | 15 | 22    |
| 5    | Defensor          | 20 | 6  | 7  | 7  | 18 | 22 | 19    |
| 6    | Cerro             | 20 | 5  | 9  | 6  | 17 | 21 | 19    |
| 7    | Bella Vista       | 20 | 2  | 12 | 6  | 22 | 29 | 16    |
| 8    | Sud América       | 20 | 3  | 8  | 9  | 14 | 26 | 14    |
| 9    | Rampla Juniors    | 20 | 3  | 8  | 9  | 11 | 26 | 14    |
| 10   | River Plate       | 20 | 4  | 5  | 11 | 16 | 24 | 13    |
| 11   | Racing Montevideo | 20 | 2  | 8  | 10 | 21 | 38 | 12    |

G = Partite giocate; V = Vittorie; N = Nulle/Pareggi; P = Perse; GF = Goal fatti; GS = Goal subiti; 

### Gruppo per il titolo
| Pos. | Squadra       | G | V | N | P | GF | GS | Punti |
| ---- | ------------- | - | - | - | - | -- | -- | ----- |
| 1    | Nacional      | 5 | 3 | 2 | 0 | 12 | 6  | 8     |
| 2    | Huracán Buceo | 5 | 3 | 1 | 1 | 7  | 2  | 7     |
| 3    | Peñarol       | 5 | 2 | 3 | 0 | 6  | 3  | 7     |
| 4    | Liverpool     | 5 | 1 | 3 | 1 | 6  | 8  | 5     |
| 5    | Cerro         | 5 | 1 | 0 | 4 | 12 | 16 | 2     |
| 6    | Bella Vista   | 5 | 0 | 1 | 4 | 7  | 15 | 1     |

G = Partite giocate; V = Vittorie; N = Nulle/Pareggi; P = Perse; GF = Goal fatti; GS = Goal subiti; 

### Gruppo per la retrocessione
| Pos. | Squadra           | G | V | N | P | GF | GS | Punti |
| ---- | ----------------- | - | - | - | - | -- | -- | ----- |
| 7    | Sud América       | 4 | 2 | 2 | 0 | 4  | 1  | 6     |
| 8    | River Plate       | 4 | 2 | 1 | 1 | 6  | 5  | 5     |
| 9    | Racing Montevideo | 4 | 1 | 3 | 0 | 3  | 2  | 5     |
| 10   | Defensor          | 4 | 1 | 1 | 2 | 2  | 2  | 3     |
| 11   | Rampla Juniors    | 4 | 0 | 1 | 3 | 4  | 9  | 1     |

G = Partite giocate; V = Vittorie; N = Nulle/Pareggi; P = Perse; GF = Goal fatti; GS = Goal subiti; 

## Classifica marcatori
| Gol |  |  | Giocatore   | Squadra  |
| --- |  |  | ----------- | -------- |
| 21  |  |  | Luis Artime | Nacional |